# Shannonomyia (Shannonomyia) atroapicalis
Shannonomyia (Shannonomyia) atroapicalis is een tweevleugelige uit de familie steltmuggen (Limoniidae). De soort komt voor in het Neotropisch gebied.